# AFL - Division II 2017
La AFL Division II 2017 è stata la 14ª edizione del campionato di football americano di terzo livello, organizzato dalla AFBÖ.
In seguito al ritiro degli Haller Löwen il torneo è stato disputato da 9 squadre.

## Squadre partecipanti
| Club                  | Città       | Stadio | Sponsor ufficiale | Risultato nella stagione 2016 |
| --------------------- | ----------- | ------ | ----------------- | ----------------------------- |
| AFC Rangers Mödling 2 | Mödling     |        |                   |                               |
| Domžale Tigers        | Domžale     |        |                   |                               |
| Fürstenfeld Raptors   | Fürstenfeld |        |                   |                               |
| Maribor Generals      | Maribor     |        |                   |                               |
| Salzburg Ducks        | Salisburgo  |        |                   |                               |
| Schwaz Hammers        | Schwaz      |        |                   |                               |
| Telfs Patriots        | Telfs       |        |                   |                               |
| Vienna Knights 2      | Vienna      |        |                   |                               |
| Vienna Warlords       | Vienna      |        |                   |                               |

## Stagione regolare

### Calendario

#### 1ª giornata
| Maribor 2 aprile 2017, ore 15:00 | Maribor Generals | 20 – 21 (14-0 0-0 6-14 0-7) referto | Vienna Warlords | Sportni Park Tabor |

| Fürstenfeld 2 aprile 2017, ore 15:00 | Fürstenfeld Raptors | 0 – 31 (0-7 0-14 0-3 0-7) referto | AFC Rangers Mödling 2 | Stadthalle |

| 2 aprile 2017, ore 15:00 | Domžale Tigers | 17 – 24 (0-7 3-10 0-0 14-7) referto | Salzburg Ducks |  |

#### 2ª giornata
| Schmelz 8 aprile 2017, ore 18:00 | Vienna Knights 2 | 14 – 23 (14-0 0-9 0-7 0-7) referto | Fürstenfeld Raptors | ASKÖ Bewegungszentrum |

| Schwaz 8 aprile 2017, ore 18:30 | Schwaz Hammers | 40 – 35 (14-7 19-15 0-0 7-13) referto | Telfs Patriots | Regionales Sportzentrum |

| 9 aprile 2017, ore 15:00 | AFC Rangers Mödling 2 | 27 – 28 (0-7 0-7 14-7 13-7) referto | Maribor Generals |  |

#### 3ª giornata
| 22 aprile 2017, ore 16:00 | Telfs Patriots | 21 – 20 (14-0 7-20 0-0 0-0) referto | Domžale Tigers |  |

| 23 aprile 2017, ore 14:00 | Vienna Warlords | 13 – 6 (0-0 6-0 7-0 0-6) referto | Vienna Knights 2 |  |

| 23 aprile 2017, ore 15:00 | Maribor Generals | 47 – 14 (0-0 19-14 21-0 7-0) referto | Fürstenfeld Raptors |  |

#### 4ª giornata
| 30 aprile 2017, ore 15:00 | Fürstenfeld Raptors | 30 – 42 referto | Vienna Warlords |  |

| 30 aprile 2017, ore 15:00 | Salzburg Ducks | 0 – 27 (0-0 0-10 0-3 0-14) referto | Telfs Patriots |  |

| 1º maggio 2017, ore 13:00 | AFC Rangers Mödling 2 | 47 – 14 (0-7 28-0 13-0 6-7) referto | Vienna Knights 2 |  |

#### 5ª giornata
| 13 maggio 2017, ore 15:00 CEST | Domžale Tigers | 44 – 49 (7-14 21-21 2-7 14-7) referto | Schwaz Hammers |  |

| 13 maggio 2017, ore 18:00 CEST | Vienna Knights 2 | 29 – 44 (0-12 15-14 6-8 8-10) referto | Maribor Generals |  |

| 14 maggio 2017, ore 14:00 CEST | Vienna Warlords | 8 – 38 (0-7 0-21 0-7 8-3) referto | AFC Rangers Mödling 2 |  |

#### 6ª giornata
| 21 maggio 2017, ore 16:00 | Schwaz Hammers | 25 – 0 (3-0 13-0 3-0 6-0) referto | Salzburg Ducks |  |

#### 7ª giornata
| 27 maggio 2017, ore 16:00 | AFC Rangers Mödling 2 | 39 – 20 (6-0 6-14 27-6 0-0) referto | Fürstenfeld Raptors |  |

| 28 maggio 2017, ore 14:00 | Vienna Warlords | 28 – 33 referto | Maribor Generals |  |

| 28 maggio 2017, ore 16:00 | Salzburg Ducks | 46 – 62 (7-17 20-14 12-12 7-19) referto | Domžale Tigers |  |

#### 8ª giornata
| 3 giugno 2017, ore 18:00 CEST | Vienna Knights 2 | 15 – 14 referto | Vienna Warlords |  |

| 3 giugno 2017, ore 18:00 CEST | Telfs Patriots | 37 – 26 referto | Schwaz Hammers |  |

| 4 giugno 2017, ore 15:00 CEST | Maribor Generals | 33 – 21 (7-0 7-7 6-6 13-8) referto | AFC Rangers Mödling 2 |  |

#### 9ª giornata
| 10 giugno 2017, ore 15:00 CEST | Fürstenfeld Raptors | 19 – 21 (6-7 6-0 0-11 7-3) referto | Vienna Knights 2 |  |

| 10 giugno 2017, ore 16:00 CEST | AFC Rangers Mödling 2 | 35 – 20 (7-7 14-7 14-0 0-6) referto | Vienna Warlords |  |

| 10 giugno 2017, ore 14:00 CEST | Domžale Tigers | 14 – 28 (0-7 14-7 0-7 0-7) referto | Telfs Patriots |  |

| 11 giugno 2017, ore 15:00 CEST | Salzburg Ducks | 20 – 34 (0-7 13-21 7-0 0-6) referto | Schwaz Hammers |  |

#### 10ª giornata
| 24 giugno 2017, ore 18:00 CEST | Telfs Patriots | 54 – 6 (7-6 20-0 14-0 13-0) referto | Salzburg Ducks |  |

| 25 giugno 2017, ore 15:00 CEST | Vienna Knights 2 | 13 – 37 (7-7 0-7 0-9 6-14) referto | AFC Rangers Mödling 2 |  |

#### 11ª giornata
| 1º luglio 2017, ore 14:00 CEST | Vienna Warlords | 28 – 0 (0-0 14-0 7-0 7-0) referto | Fürstenfeld Raptors |  |

| 1º luglio 2017, ore 15:00 CEST | Schwaz Hammers | 41 – 27 (0-13 20-7 0-0 21-7) referto | Domžale Tigers |  |

| 2 luglio 2017, ore 15:00 CEST | Maribor Generals | 42 – 7 (14-0 14-0 0-7 14-0) referto | Vienna Knights 2 |  |

#### 12ª giornata
| 9 luglio 2017, ore 15:00 CEST | Fürstenfeld Raptors | 15 – 47 (7-14 0-12 0-14 8-7) referto | Maribor Generals |  |

### Classifica
La classifica della regular season è la seguente:
- PCT = percentuale di vittorie, G = partite giocate, V = partite vinte,  P = partite perse, PF = punti fatti, PS = punti subiti

#### Conference A
| Pos. | Squadra               | PCT  | G | V | N | P | PF  | PS  |
| ---- | --------------------- | ---- | - | - | - | - | --- | --- |
| 1    | Maribor Generals      | .875 | 8 | 7 | 0 | 1 | 294 | 162 |
| 2    | AFC Rangers Mödling 2 | .750 | 8 | 6 | 0 | 2 | 275 | 136 |
| 3    | Vienna Warlords       | .500 | 8 | 4 | 0 | 4 | 174 | 177 |
| 4    | Vienna Knights 2      | .250 | 8 | 2 | 0 | 6 | 119 | 239 |
| 5    | Fürstenfeld Raptors   | .125 | 8 | 1 | 0 | 7 | 121 | 269 |

#### Conference B
| Pos. | Squadra        | PCT  | G | V | N | P | PF  | PS  |
| ---- | -------------- | ---- | - | - | - | - | --- | --- |
| 1    | Telfs Patriots | .833 | 6 | 5 | 0 | 1 | 202 | 106 |
| 2    | Schwaz Hammers | .833 | 6 | 5 | 0 | 1 | 215 | 163 |
| 3    | Domžale Tigers | .167 | 6 | 1 | 0 | 5 | 184 | 209 |
| 4    | Salzburg Ducks | .167 | 6 | 1 | 0 | 5 | 96  | 219 |

## Playoff

### Tabellone
|  | Semifinali | Semifinali            | Semifinali |                |    | X Iron Bowl      | X Iron Bowl | X Iron Bowl |  |
|  |            |                       |            |                |    |                  |             |             |  |
|  | 1A         | Maribor Generals      | 41         |                |    |                  |             |             |  |
|  | 1A         | Maribor Generals      | 41         |                |    |                  |             |             |  |
|  | 2B         | Schwaz Hammers        | 27         |                |    |                  |             |             |  |
|  | 2B         | Schwaz Hammers        | 27         |                | 1A | Maribor Generals | 42          |             |  |
|  |            |                       |            |                | 1A | Maribor Generals | 42          |             |  |
|  |            |                       | 1B         | Telfs Patriots | 39 |                  |             |             |  |
|  | 2A         | AFC Rangers Mödling 2 | 1B         | Telfs Patriots | 39 | 28               |             |             |  |
|  | 2A         | AFC Rangers Mödling 2 |            |                |    |                  |             |             |  |
|  | 1B         | Telfs Patriots        | 41         |                |    |                  |             |             |  |

### Semifinali
| Telfs 15 luglio 2017, ore 18:00 | Telfs Patriots | 41 – 28 (6-0 8-7 14-14 13-7) referto | AFC Rangers Mödling 2 | Telfs-Sportszentrum |

| Maribor 15 luglio 2017, ore 21:00 | Maribor Generals | 41 – 27 (6-7 22-14 6-0 7-6) referto | Schwaz Hammers | Sportni Park Tabor |

### X Iron Bowl
| Telfs 22 luglio 2017, ore 18:00 | Telfs Patriots | 39 – 42 (0-14 7-7 13-14 19-7) referto | Maribor Generals | Telfs-Sportszentrum |

## Verdetti
- /  Maribor Generals Vincitori dell'AFL Division II 2017